# Northside (Dublin)

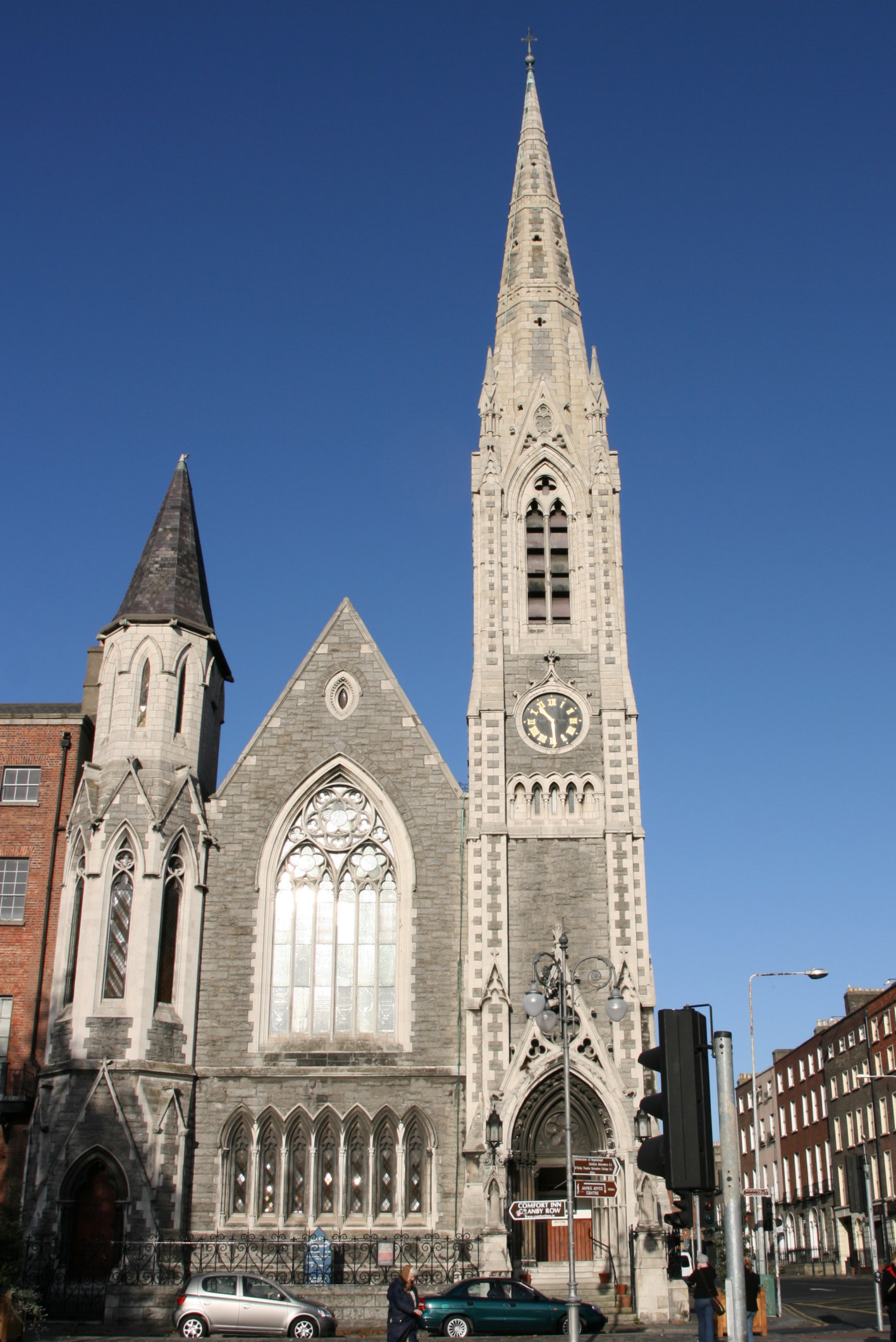
Kościół Findlater's Church, plac Parnell Square

Northside (irl. Taobh Ó Thuaidh) to obszar w mieście Dublin, Irlandia ograniczony od południa rzeką Liffey a od wschodu Zatoką Dublińską. Nie ma granicy dla tego obszaru od północy i od zachodu, prócz zdroworozsądkowej granicy odległości, gdyż miast położonych zbyt daleko nie można postrzegać jako części Dublina.

## Wstęp
Northside nie jest oficjalnym obszarem administracyjnym Dublina, jednak jest dosyć popularnym określeniem na położenie geograficzne. W tłumaczeniu na język polski oznacza „strona północna” od rzeki Liffey. Northside jest tradycyjnie postrzegany jako obszar zamieszkany przez klasę robotniczą w odróżnieniu od bardziej bogatej południowej części Dublina Southside i od lat dochodzi do rywalizacji pomiędzy obiema częściami. Trzeba jednak podkreślić, że nie zawsze tak było – przez większą część XVIII w. najbardziej ekskluzywną częścią Dublina były rejony w okolicach Parnell Square oraz Bolton Street, położone na północy.

## Obszary położone w Northside
Northside obejmuje wszystkie obszary Dublina na północ od rzeki Liffey, z których większość została tutaj wymieniona (część nieparzysta). Obszary te w większości nie są jednostkami podziału administracyjnego i funkcjonują w tradycyjnych określeniach lokalizacji. Ich pochodzenie, jest w oczywisty sposób związane z historycznymi osadami, włączanymi stopniowo w obszar rozrastającego się miasta. Niektóre z nich do dzisiaj zachowały niezależność, inne zostały wchłonięte przez sąsiednie obszary. Jedyne co łączy poniższe rejony jest to, że wszystkie one znajdują się we władaniu obecnych ośrodków administracyjnych Dublin City Council oraz Fingal County Council (oba powstały z podziału historycznego County Dublin):

- Artane
- Ballybough
- Baldoyle
- Balgriffin
- Ballymun
- Bayside
- Beaumont
- Blanchardstown
- Broadstone
- Cabra
- Castleknock
- Clonee
- Clongriffin
- Clonsilla
- Clontarf
- Coolock
- Corduff
- Darndale
- Dollymount
- Donaghmede
- Donnycarney
- Drumcondra
- East Wall
- Fairview
- Finglas
- Glasnevin
- Grangegorman
- Harmonstown
- Howth
- Kilbarrack
- Killester
- Kinsealy
- Malahide
- Marino
- Mulhuddart
- North Wall
- North Strand
- Phibsboro
- Portmarnock
- Priorswood
- Raheny
- Santry
- Sheriff Street
- Smithfield
- Stoneybatter
- Summerhill
- Sutton
- Swords
- Whitehall.

## Kody pocztowe

Podział Dublina dla celów pocztowych

Jako że w Irlandii kody pocztowe obowiązują dopiero od lipca 2015 (tzw. Eircodes), w przeszłości stosowano wyłącznie system kodów dla rejonu Dublina. Tradycyjnie strona północna, czyli omawiany Northside, posiada numerację nieparzystą, podczas gdy Southside ma kody parzyste. Jedynym wyjątkiem jest rejon Phoenix Parku, który pomimo usytuowania na północnej stronie Dublina ma numer parzysty (Dublin 8). Według anegdoty, stało się tak, gdyż nie wypadałoby, żeby głowa państwa (Prezydent Irlandii ma swoją siedzibę w Phoenix Parku), miała numer nieparzysty w adresie. Oczywiście prawdziwe powody zaistnienia takiej sytuacji są bardziej racjonalne i ma to związek z ulokowaniem urzędów pocztowych.

## Miejsca charakterystyczne
Poniżej przedstawiono niepełną listę znanych miejsc ulokowanych na Northside:
- O’Connell Street
- Henry Street oraz Mary St.
- Abbey Street
- Parnell Street
- Talbot Street
- Moore Street
- Capel Street
- GPO – Poczta Główna
- Spire of Dublin – monument na O’Connell Street
- Dublin Port oraz port promowy
- Dublin Port Tunnel – tunel biegnący pod Dublinem
- Abbey Theatre Irlandzki Teatr Narodowy
- Gate Theatre
- Ambassador Theatre
- Garden of Remembrance
- Cztery Sądy
- Komora Celna
- Międzynarodowe Centrum Usług Finansowych
- The Point Theatre
- Áras an Uachtaráin, siedziba prezydenta Irlandii
- Farmleigh
- Obserwatorium Dunsink
- Part św. Anny
- Bull Island oraz Dollymount Strand
- Howth Head
- Ballymun
- więzienie Mountjoy
- Kanał Królewski
- Katedra św. Marii
- Kościół św. Michana
- Kościół św. Marii

- Kościół św. Doulagha
- Stadion Morton
- Park Dalymount
- Park Tolka
- Phoenix Park
- Dublińskie zoo
- Galeria miejska im. Hugh Lane
- Muzeum Transportu
- Stadion Croke Park
- Dublin City University
- The Helix
- Cmentarz Glasnevin
- Oceanarium
- King’s Inns
- Mater Hospital – szpital
- Szpital Beaumont
- Muzeum Narodowe
- Szpital Rotunda
- Stara destylatornia whiskey Jamesona
- Muzeum figur woskowych
- Centrum Jamesa Joyce’a
- Smithfield
- Ogrody botaniczne
- Casino at Marino
- Zamek w Castleknock
- Zamek w Howth
- Zamek w Clontarf
- Zamek w Swords
- Zamek w Malahide oraz park krajobrazowy

Oprócz tego na północnej stronie Dublina znajdują się największe miejsca przesiadkowe, zarówno w transporcie krajowym jak i międzynarodowym, są to: Connolly Station, Busáras (Krajowy Dworzec Autobusowy) oraz port lotniczy Dublin.
Główne centra handlowe zlokalizowane są w północnej części miasta. Także tutaj jest jedno z najbardziej dochodowych rejonów handlowych zlokalizowane wzdłuż ulicy Henry Street/Mary Street, biegnącej wprost od głównej ulicy O’Connell. Cztery z sześciu centrów handlowych są zlokalizowane na Nortside, (Jervis Centre, Ilac Shopping Centre, Irish Life Shopping Mall oraz Moore Street Mall), a także gigantyczne centrum handlowe w Blanchardstown, kolejne w Swords, Coolock oraz Donaghmede. W lipcu 2009 roku w Ballymun otworzono pierwszy w Irlandii sklep sieci IKEA.
Kino Cineworld na ulicy Parnell jest największym kinem w Irlandii z siedemnastoma salami projekcyjnymi, natomiast kino Savoy zlokalizowany przy O’Connell Street jest jednym z najstarszych dotychczas istniejących kin w Irlandii.
Po lewej stronie rzeki usytuowany jest także Dublin City University, najnowszy uniwersytet w Dublinie, który jest położony pomiędzy Glasnevin, Whitehall and Ballymun.

## Inne użycia dla nazwy
Northside jest także nazwą centrum handlowego w Coolock, na dachu którego ulokowany jest basen publiczny.

## Znani mieszkańcy północy
Bram Stoker, autor powieści Drakula, mieszkał w rejonie Fairview / Marino. Z północnej części Dublina pochodzi były wieloletni premier Irlandii Bertie Ahern, a wcześniejszy Charles Haughey wiele lat mieszkał na północy. Ahern urodził się w rejonie Drumcondra, a Haughey mieszkał w Donnycarney. Prawdopodobnie najsłynniejszymi obecnie ludźmi pochodzącymi z północnego Dublina są wszyscy członkowie zespołu rockowego U2, który został utworzony w Mount Temple Comprehensive School.